# Norgesmesterskapet 1960
La Norgesmesterskapet 1960 di calcio fu la 55ª edizione del torneo. La squadra vincitrice fu il Rosenborg, che vinse la ripetizione della finale contro l'Odd, con il punteggio di 3-2.

## Risultati

### Terzo turno
| Squadra 1      | Risultato      | Squadra 2       |
| -------------- | -------------- | --------------- |
| Sarpsborg      | 1 – 0          | Lillestrøm      |
| Greåker        | 2 - 5          | Mjøndalen       |
| Frigg          | 1 - 1 (d.t.s.) | Rosenborg       |
| Strømmen       | 4 – 2          | Fram Larvik     |
| Raufoss        | 2 - 3          | Freidig         |
| Vestfossen     | 2 - 4          | Lyn Oslo        |
| Sandefjord BK  | 3 – 0          | Pors            |
| Larvik Turn    | 4 – 0          | Ulf             |
| Odd            | 4 – 1          | Moss            |
| Start          | 0 - 2          | Fredrikstad     |
| Viking         | 1 – 0          | Os              |
| Vard Haugesund | 0 - 2          | Brann           |
| Årstad         | 2 - 3          | Lisleby         |
| Braatt         | 0 - 3          | Kristiansund FK |
| Kvik           | 3 – 1          | Skeid           |
| Steinkjer      | 3 – 2          | Kapp            |

#### Ripetizione
| Squadra 1 | Risultato | Squadra 2 |
| --------- | --------- | --------- |
| Rosenborg | 2 – 0     | Frigg     |

### Quarto turno
| Squadra 1       | Risultato      | Squadra 2     |
| --------------- | -------------- | ------------- |
| Fredrikstad     | 2 - 2 (d.t.s.) | Steinkjer     |
| Freidig         | 2 – 1          | Frigg         |
| Lisleby         | 2 – 1          | Kvik          |
| Kristiansund FK | 2 - 6          | Strømmen      |
| Brann           | 1 - 4          | Sandefjord BK |
| Mjøndalen       | 2 - 2 (d.t.s.) | Odd           |
| Lyn Oslo        | 0 - 1          | Sarpsborg     |
| Rosenborg       | 3 – 2          | Larvik Turn   |

#### Ripetizione
| Squadra 1 | Risultato | Squadra 2   |
| --------- | --------- | ----------- |
| Steinkjer | 0 - 2     | Fredrikstad |
| Odd       | 3 – 2     | Mjøndalen   |

### Quarti di finale
| Squadra 1     | Risultato      | Squadra 2 |
| ------------- | -------------- | --------- |
| Rosenborg     | 4 – 1          | Lisleby   |
| Sandefjord BK | 3 – 0          | Sarpsborg |
| Strømmen      | 1 - 1 (d.t.s.) | Odd       |
| Fredrikstad   | 4 – 0          | Freidig   |

#### Ripetizione
| Squadra 1 | Risultato | Squadra 2 |
| --------- | --------- | --------- |
| Odd       | 2 – 1     | Strømmen  |

### Semifinali
| Squadra 1     | Risultato | Squadra 2   |
| ------------- | --------- | ----------- |
| Sandefjord BK | 0 - 4     | Rosenborg   |
| Odd           | 2 – 0     | Fredrikstad |

### Finale
| Arbitro: | Heltberg |

|                                              |           |                       |
| Jacobsen 30’ Ødegaard 35’ (rig.) Larsen 117’ | Marcatori | 42’, 75’, 108’ Hansen |

### Ripetizione
| Arbitro: | Nilsen |

|                                 |           |                          |
| Hansen 30’, 109’ P. Fornes 103’ | Marcatori | 61’ Ødegaard 106’ Larsen |

#### Formazioni
| Rosenborg |  |                     |
|           |  |                     |
|           |  | Sverre Fornes       |
|           |  | Nils Arne Eggen     |
|           |  | Kjell Hvidsand      |
|           |  | Olav Wang           |
|           |  | Harald Gulbrandsen  |
|           |  | Egil Nygaard        |
|           |  | Eldar Hansen        |
|           |  | Birger Tingstad     |
|           |  | Paul Fornes         |
|           |  | Kåre Rønnes         |
|           |  | Svein Erik Jakobsen |

| Odd |  |                |
|     |  |                |
|     |  | Ewald Kihle    |
|     |  | Tor Rønningen  |
|     |  | Roger Svendsen |
|     |  | Guyla Kovács   |
|     |  | Magne Helland  |
|     |  | Arvid Gravklev |
|     |  | Kjell Reinholt |
|     |  | Per Jacobsen   |
|     |  | Ragnar Larsen  |
|     |  | Ove Ødegaard   |
|     |  | Kjell Skau     |